# Bieczewo
Bieczewo – osada w Polsce położona w województwie wielkopolskim, w powiecie wrzesińskim, w gminie Kołaczkowo. 